# Oberleitungsbus Augsburg
Der Oberleitungsbus Augsburg war das Oberleitungsbus-System der bayerischen Stadt Augsburg. Es bestand von 1943 bis 1959 und ergänzte die 1881 eröffnete Straßenbahn Augsburg beziehungsweise den 1926 aufgenommenen städtischen Omnibusverkehr. Wie die beiden anderen Verkehrsmittel wurde auch der Oberleitungsbus von den Stadtwerken Augsburg betrieben. Auch wenn es zeitweise Pläne gab, die Straßenbahn komplett auf Obusbetrieb umzustellen, umfasste das Verkehrsmittel nie mehr als eine Linie.

## Geschichte
Der Augsburger Oberleitungsbus ging am 28. Oktober 1943 zwischen den Stadtteilen Oberhausen und Bärenkeller in Betrieb und ersetzte die 1935 als Linie 13 eingerichtete und noch 1942 in Linie 14 umbenannte Omnibuslinie auf gleicher Route. Es handelte sich dabei um die erste Obuslinie in Bayern. Ursächlich für die Elektrifizierung der 2,7 Kilometer langen Strecke war deren gute Auslastung sowie die kriegsbedingte Treibstoffknappheit, außerdem die aus der Stahlkontingentierung rührende Knappheit an Gleisen, die 1940 zur Planung der Obuslinie führte. Anders als die Omnibuslinie hatte die Obuslinie jedoch anfangs keine Liniennummer. In Oberhausen bestand an der gleichnamigen Straßenbahnendstelle, die bis 2001 in Betrieb war, Anschluss an die Linie 4 in und aus Richtung Innenstadt. Von dort aus führte die Obusstrecke durch die Hirblinger Straße und den Täfertinger Weg zu einer Blockumfahrung rund um den damaligen Richard-Hohenner-Platz im nördlichen Bärenkeller. Die Obusse passierten somit auch den Mohnblumenweg und die Straße Am Gerstenacker.
Gegen Ende des Krieges erhielt die einzige Obuslinie im Anschluss an die damals sieben Straßenbahnlinien die Liniennummer 8 zugeteilt. Der Augsburger Stadtrat beschloss 1946 die Umstellung des gesamten Straßenbahnnetzes auf Obusbetrieb. Am 5. Juli 1947 verlängerten die Stadtwerke die weiterhin einzige Obuslinie über die bisherige Endstation Oberhausen hinaus bis zum Eschenhof und gaben ihr die neue Nummer 21. An ihrem neuen Endpunkt stand der Obuslinie eine Häuserblockschleife durch die Augustastraße, die Eschenhofstraße und die Bleicherbreite zur Verfügung.
Die stetig zunehmenden Fahrgastzahlen führten schließlich ab dem 1. Dezember 1949 zu einer Taktverdichtung und zur Aufnahme des Beiwagenbetriebs. Dadurch konnte die 1946 eingerichtete Verstärker-Omnibuslinie, welche weitgehend parallel zum Obus verkehrte, wieder entfallen. Doch schon 1955 mussten die Stadtwerke aufgrund des weiterhin regen Wohnungsbaus in der Bärenkellersiedlung wiederum eine Verstärkeromnibuslinie 21S ab Oberhausen einrichten. Der Obus erhielt damals analog dazu die Liniennummer 21N. Er verkehrte – wie die parallele Omnibuslinie – in den Hauptverkehrszeiten alle siebeneinhalb Minuten, dazwischen alle 15 beziehungsweise in den Abendstunden nur alle 24 Minuten.
Die 1956 erfolgte Verlängerung der Omnibuslinie 21S zum zentralen Königsplatz in der Innenstadt führte letztlich auf dem Streckenast in den Bärenkeller zu einem Fahrgastrückgang beim Obus, während der Streckenast zum Eschenhof überlastet war und von den damals bereits veralteten Obuszügen nicht mehr bewältigt werden konnte. Daher endete am 17. März 1959 der Augsburger Obusbetrieb, als die Linie 21N auf Dieselbusse umgestellt wurde. Die Fuggerstadt gab damit als erste der insgesamt sechs bayerischen Obus-Städte, dies waren außerdem noch München, Nürnberg, Regensburg, Landshut und Neu-Ulm, ihren Obusbetrieb wieder auf.
Unabhängig von der beschriebenen Strecke wurden in Augsburg weitere Obus-Fahrleitungen errichtet, so zum Beispiel vom Königsplatz nach Göggingen oder in Haunstetten. Jedoch gingen diese nie in Betrieb und wurden ohne Nutzung wieder abgebaut.
Untergebracht waren die Obusse im abseits der Strecke gelegenen Straßenbahn- und Omnibus-Betriebshof 1 Senkelbach an der Wertachstraße, wohin sie mit einem Dieselbus geschleppt werden mussten.

## Fahrzeuge

### Motorwagen
Dem Oberleitungsbus Augsburg standen vier zweiachsige Solowagen zur Verfügung. Bei der Produktion der Obusse wirkten drei Unternehmen mit. Die Fahrgestelle (Typ MPE 4500) fertigte MAN im Werk Nürnberg, die elektrische Ausrüstung stammte von den Siemens-Schuckertwerken aus Berlin und die Karosserie lieferte Kässbohrer aus Ulm zu. Die beiden 1943 gelieferten Wagen trugen die Betriebsnummern 1 und 2, hatten eine Motorleistung von 90 Kilowatt und verfügten über 25 Sitzplätze sowie 24 Stehplätze. Sie waren sowohl mit einer elektrischen Bremse als auch mit einer Druckluftbremse ausgestattet und waren für eine Höchstgeschwindigkeit von 40 km/h zugelassen. Die beiden 1949 nachgelieferten Fahrzeuge erhielten entsprechend die Nummern 3 und 4 und waren etwas größer. Alle vier Obus-Motorwagen waren bis 1959 in Betrieb, ihr weiterer Verbleib ist nicht bekannt.

### Anhänger

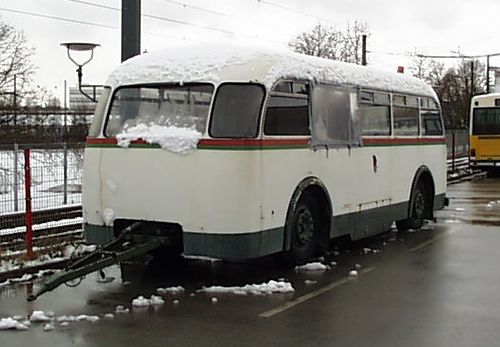
Ehemaliger Obus- bzw. Busanhänger

Für den 1949 eingeführten Beiwagenbetrieb standen zeitweise bis zu 24 passende Anhänger verschiedener Hersteller mit den Nummern 1–25 zur Verfügung, wobei ein Anhänger im Laufe der Jahre umnummeriert wurde. Diese kamen im Wechsel sowohl hinter Obussen als auch hinter Omnibussen zum Einsatz und schieden nach dem allgemeinen Personenverkehr-Anhängerverbot erst in den Jahren 1960 bis 1964 aus dem Bestand.